# ولاء أكبر
ولاء أكبر: الحقيقة والأكاذيب والقيادة (بالإنجليزية: A Higher Loyalty: Truth, Lies, and Leadership) هو كتاب من تأليف الرئيس السابق لمكتب التحقيقات الفيدرالي (الإف بي آي) جيمس كومي. نشرته «كتب فلاتيرون» التابعة لدار ماكميلان للنشر بتاريخ 17 أبريل عام 2018.

## خلفية
بدأ كومي بكتابة سيرة ذاتية بعدما قام الرئيس الأمريكي دونالد ترامب بطرده من منصب مدير مكتب التحقيقات الفيدرالية في شهر مايو من عام 2017. سعت عدة دور نشر إلى الفوز بمزاد علني أجرته وكالة «جافلين» الأدبية للحصول على حقوق نشر وتوزيع الكتاب. وفي شهر أغسطس من عام 2017 أعلنت «كتب فلاتيرون» التابعة لماكميلان للنشر عن حصولها على حقوق نشر وتوزيع كتاب السيرة الذاتية الذي يعمل عليه كومي وتحدد موعد صدوره في ربيع عام 2018. ووفقاً للإعلان فإن الكتاب سيناقش موضوعي الأخلاقيات والقيادة وتجربة كومي خلال فترة عمله في الحكومة الفيدرالية الأمريكية.
كُشِف عن عنوان الكتاب في شهر نوفمبر من عام 2017، وهو «ولاء أكبر: الحقيقة والأكاذيب والقيادة» وتحدد تاريخ صدوره يوم الأول من شهر مايو عام 2018. يشير عنوان الكتاب إلى كيف أصر ترامب على حصوله على «ولاء» كومي الشخصي خلال اجتماع خاص جرى في شهر يناير من عام 2017 بشأن التحقيق الجنائي حول مايكل فلين، وجرت وقائع هذا الاجتماع قبل طرد ترامب لكومي. وتم تقديم تاريخ صدور الكتاب ليتقرر يوم 17 أبريل بسبب التفحيص الذي واجهه مكتب التحقيقات الفيرالية خلال تحقيق المدعي الخاص في حملة دونالد ترامب الرئاسية والتدخل الروسي بالانتخابات الرئاسية الأمريكية عام 2016. أصبح كتاب «ولاء أكبر» أكثر كتاب مبيعاً على موقع أمازون يوم 19 مارس. ووصل الكتاب إلى المرتبة الأولى على قائمة ترتيب الكتب الأكثر مبيعاً على موقع أمازون قبل يوم صدوره بفترة وجيزة وبيع أكثر أكثر من نصف مليون كتاب في غضون أسبوع تقريباً، وذلك بعد حصوله على تغطية إعلامية كبيرة في الولايات المتحدة وخارجها.

## ردود الفعل
أطلقت اللجنة الوطنية التابعة للحزب الجمهوري موقعاً على الإنترنت قبل موعد صدور الكتاب في محاولة منها لتكذيب كومي. كما أعلنت اللجنة الوطنية للحزب عن إعلانين رقميين ينتقدان شخص كومي ويصوّرانه على أنه شخص «لا يمكن الائتمان به» وأنه «مسرب للمعلومات» وغير ذلك من الأمور السلبية. وفي مقابلة بثت يوم 13 أبريل 2018، وصفت رئيسة اللجنة الوطنية الجمهورية رونا ماكدانييل الكتاب بالـ«بذيء» وقالت: «عندما تقرأهُ؛ يُفقِدْ [كومي] ما لديهِ من مصداقية بنفسِه». وقالت ماكدانييل التي اعترفت بأنها لم تقرأ الكتاب أن رأيها حول الكتاب يأتي من «المقتطفات» التي سمعت عنها في الإعلام.